# Кевін Келлі
Ке́він Ке́ллі (англ. Kevin Kelly; нар. 14 серпня 1952 року) — американський журналіст, співзасновник щомісячного американського журналу про технології і бізнес Wired та колишній редактор наукового журналу Whole Earth Review. Кевін також пробував себе у ролі письменника, фотографа (його фотографії публікувалися в журналі LIFE) та активіста з охорони природи.

## Особисте життя
Кевін Келлі народився в штаті Пенсильванія. Його батько працював на видання Time і в роботі часто послуговувся принципами системного аналізу, що надихнуло Кевіна у доволі ранньому віці зацікавитися кібернетикою.

## Погляди
Кевін Келлі стверджує, що світ — це низка переплетених інформаційних систем.